# デイトナ・インターナショナル・スピードウェイ
デイトナ・インターナショナル・スピードウェイ (Daytona International Speedway) は、アメリカ合衆国のフロリダ州デイトナビーチにあるオーバルトラック。
NASCARの統括するストックカーレースの会場として1959年に造られた。毎年2月にその最高峰クラス（現・NASCARカップ・シリーズ）のシリーズ開幕戦であるデイトナ500、そして独立記念日（7月4日）近辺に行われるナイトレース「Coke Zero 400」の年2回が開催されている。
またIMSA スポーツカー選手権の1戦で「世界三大耐久レース」の1つ、デイトナ24時間レースも開催されている。

## トラックの特徴

### オーバルコース
|                          | 個数                     | 長さ                  | バンク角              |
| ------------------------ | ------------------------ | --------------------- | --------------------- |
| フロントストレッチ       | 1                        | 3800フィート(1158.2m) | 18°(トライオーバル部) |
| バックストレッチ         | 1                        | 3000フィート(914.4m)  | 2°                    |
| ターン                   | 4                        | 6400フィート(1950.7m) | 31°                   |
| 全長：2.5マイル(4023.4m) | 全長：2.5マイル(4023.4m) | 路面：アスファルト    | 路面：アスファルト    |

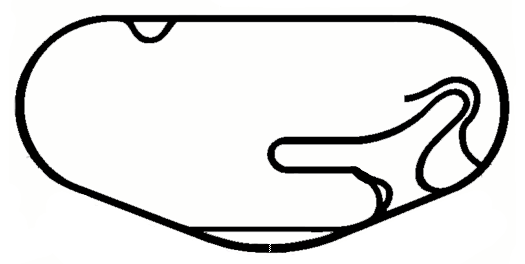
コースレイアウト

コース形状はアメリカでは一般的なトライオーバルだが、最大バンク角が31度とNASCARが開催されるトラック中2番目に高いのが特徴。そのためどのターンもほぼアクセル全開で入るという、シリーズ屈指の度胸のいるトラックである。アクセル全開状態が長く続くため、フロントスリップ、バックスリップとも効きが強い。誰の前にいて誰の後ろに付くかを一瞬で判断する必要があり、ミスで孤立してしまうと簡単に5～6台に抜かれるというシビアな点でエキサイティングなレースを演出するトラックである。
そのあまりにも高速すぎるトラックゆえ、素のポテンシャルを発揮すると最高速が220mph(354km/h)を超える。これはあまりにも危険なので、リストリクタープレートを装着し吸気制限を行うことで最高速度を200mph(322km/h)程度まで引き下げている。それでも超高速の中スリップ、バックスリップを駆使して2列から3列で密集戦を繰り広げるため事故確率も高く、一度発生すると10台程度を巻き込む大クラッシュ（現地では「ビッグ・ワン」と呼ばれる）が発生することもある。
路面状況は他のトラックに比べると悪く、1～2ターンの間にはバンク内にギャップがあるというすさまじさであった。そのためサスペンションセッティングは非常に難しい物となるが、少し悪くてもスリップで引っ張られ容易に高速状態に突入してしまう性格の悪さを持っていた。しかし2011年に改修工事が行われ路面は全体的にフラットになった。2011年には2カーパック走行が試されたが、デイトナ500史上最多となる16回のフルコースコーションが発生したため2012年には隊列走行に戻っている。
事故多発地域はフラットなストレートに入る2ターン出口で、ここでは主に接触を起因にしないスピンが多発する。ここでスピンを始めるとバックストレッチイン側のウォールに吸い込まれるようにヒットするため、リタイア率が非常に高い。
もう一つの難所はファイナルラップのターン4出口である。ターン4出口までドラフティングで速度を稼ぎ、出口で前に出ようとする車と、それをブロックしようとする車の接触が起こりやすく、リスタートから数周での密集状態でファイナルラップを迎えた時にここでクラッシュが起こると間違い無くビッグ・ワンに発展する。2007年のデイトナ500では巻き込まれたライアン・ニューマンが横転し、イン側の芝生をルーフで滑走しながらゴールする羽目になったり、2009年のコークゼロ400では起点となったカイル・ブッシュが後ろから追突される形でケーシー・ケインに突っ込まれ、ジャンプしながらのゴールとなったりと、まともではないゴールを迎えてしまう事もある（この後カイルはさらに左前方をジョーイ・ロガーノに突っ込まれるが無傷）。

### ロードコース
オーバルとオーバル内のインフィールドのコースを利用した、複合のロードコースである。バックストレートのシケイン、2つのヘアピンを含むインフィールドセクション、急なバンクで高速なオーバルと殆どの部分が含まれる。デイトナ24時間レースは、夏至の近くに開催されるル・マン24時間レースと違い夜が長い冬に開催される為、夜間走行が長く行われる。ただしスタジアムのライトは、20%のレベルに制限される。
ロードレース開催時に使用されるバックストレートのシケインは、通称「バスストップ」と呼ばれていたが、2021年8月にNASCAR及びIMSAとACOが提携を結んだのを契機に、2022年1月に「ル・マン・シケイン」と改称された。これに合わせる形で、ル・マン24時間レースの開催地であるサルト・サーキットでは、バックストレート（ユノディエール）の第1シケインが「デイトナ・シケイン」と名付けられた。

## 死亡事故
2001年、開幕のデイトナ500で7回のチャンピオンに輝いたデイル・アーンハート・シニアが最終ラップでケン・シュレーダーと絡みクラッシュ、その際160マイルで外側コンクリートウォールに叩き付けられたのが原因で死亡している。
この事故以降ほとんどのトラックで外側への緩衝板追加などの防護策が取られている。またカーブでの最低速が異常に高いデイトナでは内側コンクリートウォールの一部にも緩衝板が取り付けられている。また当時ドライバーからの支持が少なかったHANSデバイスが義務化されるきっかけになった。
このスタードライバーを失った事故を筆頭に、デイトナでは延べ34人の犠牲者が出ている。

## 各種レコード
- 最多勝 - デイル・アーンハート・シニア（デイトナ500で1勝、コークゼロ400で2勝、バドワイザー・シュートアウトで6勝、ゲータレード・デュエルで12勝、ネーションワイドシリーズNAPA300で7勝、インターナショナル・レース・オブ・チャンピオンズで6勝の計34勝）
- モンスターエナジーNASCARカップ・シリーズ予選レコード - ビル・エリオット（210.364mph/42.783秒、1987年）
- エクスフィニティシリーズ予選レコード - トミー・ホストン（194.389mph/46.299秒、1987年）
- キャンピングワールドトラックシリーズ予選レコード - ジョン・ラットマン（187.563mph/47.984秒、2000年）